# سام هازوینکل
سام هازوینکل (به انگلیسی: Sam Hazewinkel) کشتی گیر کشور ایالات متحده آمریکا است.

## خانواده
پدر و عمو سام کشتی گیران المپیک بوده‌اند.